# Tude Neiva
Tude Soares Neiva (João Pessoa, então Paraíba do Norte, 28 de fevereiro de 1838 — Rio de Janeiro, 19 de julho de 1901) foi um militar e político brasileiro.

## Atuação republicana
Aderindo logo ao movimento republicano, parte do grupo que buscava pela farda assumir os principais postos de comando, ele e seu irmão João, também militar, foram daqueles homens que "fizeram-se políticos da noite para o dia", com a Proclamação da República, a 15 de novembro de 1889.
Na Paraíba natal, ambos forçaram a nomeação de um outro irmão, Venâncio Neiva que, de Catolé do Rocha deveria assumir o governo, então sob disputa entre militares e a oligarquia local.
Com a doença e afastamento da Bahia do irmão de Deodoro da Fonseca - Hermes Ernesto da Fonseca - assume Tude Neiva o comando do 13º Distrito Militar.

## Governo da Bahia
Foi um governo que durou apenas treze dias: de 24 de novembro a 12 de dezembro de 1891. No conturbado período que seguiu-se à mudança dos regimes monárquico para republicano, o Marechal Deodoro da Fonseca tenta aplicar um golpe de estado, fechando o Congresso Nacional.
Contra este arbítrio, insurgiu-se a população baiana da Capital, sob o comando de Cezar Zama, parlamentar cuja oratória inflamada encontrava resposta junto ao povo - o que forçara ao governador José Gonçalves da Silva, que apoiara o ato de Deodoro, a refugiar-se em sua residência, cercado pela massa enfurecida.
Ante o impasse, e a iminência de deflagrar-se um conflito de proporções maiores - pois um grupo armado protegia o Governador - seu sucessor imediato, o Conselheiro Luiz Vianna, Presidente do Senado Estadual, renuncia ao cargo, forçando ao Comandante do 13º Distrito Militar, General Tude Neiva, a tomar o controle da situação.
Havendo o golpe militar recrudescido, por falta de apoio nas próprias tropas, envia Tude Neiva um ultimato a José Gonçalves, e este finalmente renuncia, evitando-se maiores derramamentos de sangue, a 24 de novembro de 1891.
A fim de que o Senado Estadual procedesse à escolha de novo Presidente, e portanto substituto legal do cargo, Tude Neiva responde interinamente pelo cargo máximo da Bahia.
Isto ocorre, finalmente, a 12 de dezembro, sendo eleito um novo militar, o Almirante Leal Ferreira, também Senador - que iria governar a Bahia até a eleição de seu primeiro Governador escolhido em pleito popular, dr. Rodrigues Lima.
Em tão breve período de governo, coube a Tude Neiva assegurar a tranqüilidade e a paz na Bahia, não realizando, na prática, qualquer ato administrativo.